# Resurgir
Resurgir o Salir a flote (Surfacing) es la segunda novela publicada por la autora, nacida en Canadá, Margaret Atwood. Primero, fue publicada por McClelland y Stewart, en 1972. Se le dio el nombre de novela acompañante de la colección de poemas de Atwood, Juegos de Poder, escrita un año antes y que trata temas complementarios. Ha sido considerada por Harold Bloom como su mejor novela e inscrita en su version de El Canon Occidental.
La novela, que entreteje nociones de identidad nacional y de género, anunciaba la creciente preocupación por la conservación, preservación y emergencia del nacionalismo canadiense. Fue adaptada a la gran pantalla en 1981.

## Argumento
El libro cuenta la historia de una mujer que vuelve a su ciudad natal, en Canadá, para buscar a su padre desaparecido. Acompañada por su amante y otro matrimonio, la protagonista sin nombre encuentra su pasado en la casa de su infancia, donde rememora acontecimientos y sentimientos, mientras intenta encontrar las claves de la misteriosa desaparición de su padre. Poco a poco, el pasado se apodera de ella, hasta conducirla a un mundo de excentricidad y locura.

## Temas

### Separación
La separación es el tema principal de Salir a flote. Éste aparece ya en el primer capítulo, cuando la narradora se presenta como una persona políticamente desposeída en tanto que anglohablante en Quebec, en el momento en que Quebec aspiraba ser una nación independiente de habla francesa.  La narradora también se siente separada de la gente de su alrededor, al identificar la interacción humana con la de los animales. Por ejemplo, mientras oye a David y a Anna hacer el amor, la narradora piensa "como un animal en el momento en que la trampa se cierra".
El portavoz de los sentimientos nacionalistas es el extremista David, quien proclama que Canadá estaría mejor sin los "cerdos fascistas yanquis" y sugiere que deberían ser expulsados del país por un ejército de castores.